# USS Charleston (C-22)
El tercer USS Charleston (C-22) fue un crucero protegido de la  Armada de los Estados Unidos de la clase St. Louis. Fue botado el 23 de enero de 1904 por los astilleros Northrop Grumman Newport News y Dry Dock Co., Newport News, Virginia, amadrinado por la señorita H. Rhett, y asignado el 17 de octubre de 1905, bajo el mando del capitán Cameron McRae Winslow. Se le cambió el numeral por CA-19 el 17 de julio de 1920.

## Historial de servicio

### Pre-guerra
El USS Charleston puso rumbo a puertos de Sudamérica en verano de 1906 con el secretario de estado Elihu Root a bordo en visita de Buena voluntad, y tras desembarcar a la legación oficial en Panamá en septiembre, retornó a la costa oeste, para realizar una puesta a punto de su maquinaria. Partió de  San Francisco el 6 de diciembre de 1906 para comenzar sus servicios con la escuadra del Pacífico, navegando a lo largo de la costa este, desde la bahía Magdalena, en México, hasta Esquimalt, en la Columbia Británica, en ejercicios y maniobras de flota hasta el 10 de junio de 1908, cuando entró en los astilleros de Puget Sound para preparar el viaje a la estación asiática.
El 28 de octubre de 1908, partió el USS Charleston desde Puget Sound, para incorporarse a la  flota de lejano oriente hasta el 11 de septiembre de 1910, primero como buque insignia de la 3.ª escuadra de la flota del Pacífico de los Estados Unidos, y posteriormente, como buque insignia de la flota asiática. Con base en Cavite, Filipinas en el invierno, la flota se desplazaba al norte cada verano a Chefoo, China, para continuar con ejercicios y visitas a los puertos de China, Japón, Manchuria, y Rusia, representando una fuerza de protección para los intereses estadounidenses en la zona.  Retornó a  Bremerton, Washington, donde el USS Charleston fue dado de baja el 8 de octubre de 1910 en el astillero naval de Puget Sound.
Puesto de nuevo en servicio en la reserva el 14 de septiembre de 1912, el USS Charleston se unió a la flota de reserva del pacífico, permaneciendo en el astillero de Puget Sound. Emprendió viaje a  San Francisco en octubre de 1913 para ejercer como buque insignia del comandante en jefe de la flota de reserva del Pacífico como buque cuartel hasta comienzos de 1916, cuando fue asignado como buque nodriza de submarinos para los  submarinos con base en la zona del Canal de Panamá, el USS Charleston arribó a Cristóbal, el 7 de mayo de 1916, para un año de operaciones con los submarinos en tareas de reconocimiento de fondeaderos y ejercicios de tiro.

### Primera Guerra Mundial
El día de la entrada de los Estados Unidos en la Primera Guerra Mundial, el 6 de abril de 1917, el USS Charleston fue dado de alta como unidad de primera línea, y a comienzos de mayo, fue asignado a tareas de patrulla en el Caribe, con base en  St. Thomas, Islas Vírgenes de los Estados Unidos. También transporto Marines desde Haití hasta Filadelfia.
Aquí, comenzó a realizar tareas de escolta de convoyes, que transportaban a las primeras tropas de la Fuerza Expedicionaria Estadounidense a Francia que partió de Nueva  York el 14 de junio de 1917, con rumbo a Saint-Nazaire, Francia, tras lograr pasar a salvo por aguas controladas por submarinos el 28 junio, retornó a Nueva York  el 19 de julio. Tras ser utilizado para entrenamiento de voluntarios y reservistas navales por dos semanas en Newport,el USS Charleston partió el 16 de agosto con rumbo a  La Habana, Cuba, donde supervisó la navegación a remolque de varios antiguos buques alemanes con rumbo a Nueva Orleans.
En septiembre y octubre de 1918, actuó como escolta de dos convoyes a Nueva Escocia, posteriormente se unió a la fuerza de cruceros y transportes con la que realizó cinco viajes a Francia, transportando tropas de ocupación, y retornado a veteranos de combate.

## Baja y destino
El USS Charleston zarpó desde Filadelfia con rumbo a la costa oeste el 23 de julio de 1919, donde permaneció en este hasta el 4 de junio de 1923, cuando puso rumbo al astillero naval de Puget Sound, donde fue dado de baja el 4 de diciembre de 1923. Fue vendido el 6 de marzo de 1930.
El Charleston fue desmantelado por encima de la línea de flotación, y después fue vendido a Powell River Company, Ltd. El 25 de octubre de 1930, fue remolcado a Powell River, Columbia Británica, Canadá, para servir como rompeolas flotante para una industria maderera. El casco, fue lastrado, anclado, y periódicamente bombeado para mantenerlo a flote. Al año siguiente, se le unió el casco del crucero USS Huron, anteriormente USS South Dakota. En 1961, un temporal causó el hundimiento parcial del Charleston, su casco, fue reflotado, y remolcado hasta la bahía Kelsey, en la costa norte de la isla de Vancouver. El casco fue encallado para servir como rompeolas, donde puede verse hoy en día.